# Adlet
Adlets são monstros que bebem sangue, na mitologia inuíte. Eles são a descendência de uma mulher e um cachorro vermelho. Cinco das dez crianças da mulher eram cachorros que cruzaram os mares para gerar as raças europeias. As outras cinco crianças eram os adlets monstruosos. A descendência dos adlets é conhecida como Erqigdlit.